# Slatina, Montana
Slatina (în bulgară Слатина) este un sat în comuna Berkovița, regiunea Montana,  Bulgaria. 

## Demografie
Componența etnică a satului Slatina
     Bulgari (99,17%)
     Nicio identificare (0,82%)
     Altele (0%)
La recensământul din 2011, populația satului Slatina era de 243 locuitori. Din punct de vedere etnic, majoritatea locuitorilor (99,17%) erau bulgari. Pentru 0,82% din locuitori nu este cunoscută apartenența etnică.